# Kromosom 1 (človeški)
Kromosom 1 je največji človeški kromosom. Pri ljudeh sta prisotni 2 kopiji kromosoma 1, kot velja za vse avtosome (nespolne kromosome). Sestavlja ga okoli 249 milijonov nukleotidnih baznih parov, ki so osnovni nosilci informacij v DNK. Predstavlja okoli 8 % celotne DNK človeške celice. Trenutno velja, da zapisuje 4.316 genov, kar presega prvotne domneve o njegovi velikosti.

## Okvare
Z napakami v aminokislinskem zaporedju kromosoma 1 povezujejo okoli 350 bolezni pri ljudeh, med drugimi nevrološke in razvojne motnje, določene vrste raka, mendelske genetske motnje. Za številne bolezni še niso odkrili, kateri geni točno so zanje odgovorni.

### Primeri bolezni
Napake na kromosomu 1 povzročajo med drugim naslednje bolezni:
- Sindrom delecije 1p36: bolezen povzroči delecija oziroma izguba dela kromosoma 1 na kratki ročici (ročici p); najverjetneje je prizadetih več genov. Simptomi so umske motnje, značilne obrazne poteze, okvare v različnih organskih sistemih.
- Mikrodelecija 1q21.1: v vsaki celici organizma manjka majhen delček kromosoma 1 na dolgi ročici (ročici q) v regiji q21.1. Število prizadetih genov je različno, običajno pa gre za najmanj 9 genov. Bolezen se kaže kot motnje v razvoju, umske motnje, telesne okvare ter nevrološke in psihiatrične motnje, vendar se pri nekaterih prizadeih osebah simptomi ne pokažejo.
- Nevroblastom: je posledica delecije v regiji 1p36. Nevroblastom je rakava tvorba iz nezrelih živčnih celic (nevroblastov). Gre za somatsko motnjo; delecija na omenjeni regiji kromosoma 1 se dogodi tekom življenja in je prisotna le v celicah, ki so postale rakave. Predpostavljajo, da je prizadet tumorje zavirajoči gen, ki sicer celici onemogoča nenadzorovano rast in delitev.
- Sindrom trombocitopenije in odsotnosti koželjnice: posledica je delecija v regiji 1q21.1. Bolezen se kaže kot odsotnost koželjnice v obeh zgornjih okončinah ter pomanjkanje krvnih ploščic, celic, odgovornih za strjevanje krvi.
- Določene oblike raka: spremembe v zgradbi kromosoma 1 so povezane tudi z nekaterimi oblikami raka. Gre za somatske spremembe dednine – pojavijo se tekom življenja in le v prizadetih celicah. Delecije v kratki ročici so povezane z novotvorbami v možganih in ledvicah, duplikacije na dolgi ročici pa naj bile prisotne pri nekaterih primerih mieloblastnega sindroma, ki prizadene kri in kostni mozeg – bolniki imajo zmanjšano število rdečih krvničk (slabokrvnost) in povečano tveganje za pojav levkemije.